# Rosenfeld, Đức
Rosenfeld là một thị trấn nằm ở huyện Zollernalbkreis, thuộc bang Baden-Württemberg, Đức.